# أيري عليا
أيري عليا هي قرية في مقاطعة ورزقان، إيران. يقدر عدد سكانها بـ 670 نسمة بحسب إحصاء 2016.